# Tatocnemis
Tatocnemis is een geslacht van libellen (Odonata) uit de familie van de Megapodagrionidae (Vlakvleugeljuffers).

## Soorten
Tatocnemis omvat 10 soorten:
- Tatocnemis crenulatipennis Fraser, 1952
- Tatocnemis denticularis Aguesse, 1968
- Tatocnemis emarginatipennis Fraser , 1960
- Tatocnemis malgassica Kirby, 1889
- Tatocnemis mellisi Schmidt, 1951
- Tatocnemis micromalgassica Aguesse, 1968
- Tatocnemis olsufieffi Schmidt, 1951
- Tatocnemis robinsoni Schmidt, 1951
- Tatocnemis sinuatipennis (Selys, 1891)
- Tatocnemis virginiae Legrand, 1992